# Александровский сельсовет (Боготольский район)
Александровский сельсовет - сельское поселение в Боготольском районе Красноярского края.
Административный центр - село Александровка.

## Население
| 2010 | 2012 | 2013 | 2014 | 2015 | 2016 | 2017 |
| ---- | ---- | ---- | ---- | ---- | ---- | ---- |
| 459  | ↘448 | ↘431 | ↘413 | ↗414 | ↘411 | ↘389 |

## Состав сельского поселения
| № | Населённый пункт | Тип населённого пункта       | Население |
| - | ---------------- | ---------------------------- | --------- |
| 1 | Александровка    | село, административный центр | 459       |
| 2 | Казанка          | деревня                      | ↘0        |

Исчезнувшие населённые пункты:
- Галкино

## Местное самоуправление
Александровский сельский Совет депутатов
Дата избрания: 14.03.2010. Срок полномочий: 5 лет. Количество депутатов: 7
Глава муниципального образования
- Бабкин Егор Викторович. Дата избрания: 14.03.2010. Срок полномочий: 5 лет